# Nancy Boyda
Nancy Boyda (Saint Louis, 2 agosto 1955) è una politica statunitense, membro della Camera dei Rappresentanti per lo stato del Kansas dal 2007 al 2009.

## Biografia
Nata nel Missouri e cresciuta in una famiglia repubblicana, la Boyda aderì al Partito Democratico nel 2003.
Nel 2004 si candidò alla Camera dei Rappresentanti contro il deputato repubblicano in carica Jim Ryun ma venne sconfitta con un margine di quindici punti percentuali. Due anni dopo la Boyda si ricandidò per lo stesso seggio e costruì una nuova campagna elettorale contro Ryun, riuscendo a superarlo di quattro punti.
Nel 2008 la Boyda venne sfidata dalla repubblicana Lynn Jenkins, che la batté di misura, costringendola così a lasciare il Congresso dopo un solo mandato.
In seguito alla sua sconfitta elettorale, Nancy Boyda entrò a far parte dell'amministrazione Obama, ottenendo nel luglio del 2009 l'incarico di Vice-assistente del Segretario della Difesa per la manodopera e il personale.